# Puriana krutaki
Puriana krutaki is een mosselkreeftjessoort uit de familie van de Hemicytheridae. De wetenschappelijke naam van de soort is voor het eerst geldig gepubliceerd in 1976 door Kontrovitz.